# تكنولوجيا الهندسة الميكانيكية
تكنولوجيا الهندسة الميكانيكية هي تطبيق المبادئ الهندسية والتطورات التقنية لإنشاء منتجات مفيدة وآلات إنتاج.

## التقنيون
من المتوقع أن يقوم تقنيو الهندسة الميكانيكية بتطبيق التقنيات والمبادئ الحالية من تصميم الماكينة والمنتج والإنتاج وعمليات المواد والتصنيع.
قد تشمل التخصصات القابلة للتوسيع الفضاء والسيارات والطاقة والطاقة النووية والنفط والتصنيع وتطوير المنتجات والتصميم الصناعي.
يمكن أن يمتلك تقنيو الهندسة الميكانيكية العديد من الألقاب المختلفة، منها في ذلك في الولايات المتحدة:
- تقني هندسة ميكانيكية
- مهندس ميكانيكي
- تقني هندسة المنتجات
- مصمم ميكانيكي
- تقني هندسة تطوير المنتجات
- تقني هندسة التصنيع

### التمرين
الدورات الدراسية لتكنولوجيا الهندسة الميكانيكية هي أقل نظرية، وتعتمد على التطبيق أكثر من درجة الهندسة الميكانيكية. يتضح هذا من خلال الدورات الدراسية المختبرية الإضافية المطلوبة للحصول على درجة. القدرة على تطبيق المفاهيم من مجالات الهندسة الكيميائية والهندسة الكهربائية أمر مهم.
تتطلب بعض برامج درجة تكنولوجيا الهندسة الميكانيكية بالجامعة الرياضيات من خلال المعادلات والإحصاءات التفاضلية. تتضمن معظم الدورات الجبر وحساب التفاضل والتكامل.
في كثير من الأحيان يمكن تعيين أحد خريجي معهد ماساتشوستس للتكنولوجيا كمهندس؛ قد تشمل المسميات الوظيفية مهندس ميكانيكي ومهندس تصنيع. في الولايات المتحدة من الممكن الحصول على درجة الزمالة أو البكالوريوس. قد يستمر الأفراد الحاصلون على درجة البكالوريوس في التكنولوجيا الهندسية في إكمال امتحان (مهندس في التدريب) ليصبحوا في النهاية مهندسين محترفين إذا كان البرنامج معتمدًا من الاعتماد الأكاديمي للهندسة والتكنولوجيا.

## التطبيقات
غالبًا ما تُستخدم أدوات البرمجيات مثل تحليل العناصر المحدودة (FEA) وديناميكيات السوائل الحسابية (CFD) لتحليل الأجزاء والتجمعات. يمكن عمل نماذج ثلاثية الأبعاد لتمثيل الأجزاء والتجمعات باستخدام برنامج التصميم بمساعدة الكمبيوتر (CAD).
من خلال تطبيق التصنيع بمساعدة الكمبيوتر (CAM)، يمكن أيضًا استخدام النماذج مباشرةً بواسطة البرنامج لإنشاء "تعليمات" لتصنيع الأشياء التي تمثلها النماذج، من خلال المعالجة الآلية التي يتم التحكم فيها رقميًا (CNC) أو غيرها من العمليات الآلية.

## روابط خارجية
- قائمة برامج تكنولوجيا الهندسة الميكانيكية // ABET.org نسخة محفوظة 2019-05-27 على موقع واي باك مشين.